# Signaux d'élastogravité
 (novembre 2022).
Les signaux d'élastogravité ou PEGS (de l'anglais prompt elasto-gravity signals) sont des signaux précoces de perturbation du champ de gravité terrestre, liés à des séismes.
Après un séisme, les PEGS se propagent à la vitesse de la lumière, plus vite que les ondes P.
Les PEGS ont été observés, pour la première fois, dans les données du séisme de 2011 de la côte Pacifique du Tōhoku.
Les PEGS ne sont pas des ondes gavitationnelles.